# 心臓e.p
『心臓e.p』（しんぞう・イーピー）は、ゼリ→の11枚目のシングル。
2006年12月10日に発売。発売元はVELVET SNOOZER。

## 解説
- '06 tour "真冬の心臓"の会場限定販売で12月10日～12月25日のツアー期間内での商品であったが、「会場に足を運べないファンがオークションで高額で購入しなければいけない」という状況を不本意と感じたメンバーの意志もあり、オフィシャルサイトでの期間限定の通信販売された。完売後は廃盤となっていたが2021年から配信が開始された。

## 収録曲
1. 心臓～動脈
　（作詞：ヤフミ/作曲：ヤフミ&カズキ）
2. 深呼吸
　（作詞：ヤフミ/作曲：カズキ&ヤフミ）
3. SILENT RIVER
　（作詞：ヤフミ/作曲：カズキ&ヤフミ）
4. SNOW NO.
　（作詞：ヤフミ/作曲：ヤフミ&カズキ）
5. 未来 STEREO
　（作詞：ヤフミ/作曲：ヤフミ&カズキ）
6. ベンジャミナ
　（作詞：ヤフミ/作曲：ヤフミ&カズキ）
7. 心臓～静脈
　（作詞：ヤフミ/作曲：ヤフミ&カズキ）